# 角川駅
角川駅（つのがわえき）は、岐阜県飛騨市河合町小無雁（こむかり）にある、東海旅客鉄道（JR東海）高山本線の駅である。

## 歴史

### 年表
- 1934年（昭和9年）10月25日：鉄道省高山本線飛騨小坂駅 - 坂上駅間延伸時に開設[1]。旅客・貨物取扱開始[2]。
- 1973年（昭和48年）4月20日：貨物取扱廃止[2]。
- 1984年（昭和59年）2月1日：荷物扱い廃止[2]。
- 1985年（昭和60年）4月1日：簡易委託駅化[3]。
- 1987年（昭和62年）4月1日：国鉄分割民営化に伴い、東海旅客鉄道（JR東海）の駅となる[2]。
- 2004年（平成16年）10月22日：台風23号の災害に伴い、休止[1]。高山駅 - 猪谷駅間（後飛騨古川駅 - 猪谷駅間に変更）でバス代行実施。
- 2005年（平成17年）10月1日：飛騨古川駅 - 当駅間運行再開。列車は当駅止まりとされ、代行バスは当駅 - 猪谷駅間に変更。
- 2007年（平成19年）9月8日：当駅 - 猪谷駅間運行再開。これに従い、高山本線は全線で復旧。また、当駅構内では旧下りホーム側のレールが撤去され、ホームも閉鎖[1]。これに伴い、列車交換が不可能な事実上の棒線駅となった[1]。
- 2011年（平成23年）3月：簡易駅舎に改築[1]。使用停止していた跨線橋も撤去。

### 駅名の由来
「かどかわえき」や「つのかわえき」等と間違えて読まれる場合がある。しかし、当駅の正しい読み方は「つのがわえき」と言う。
この駅名は、合併で飛騨市となる前の旧吉城郡河合村の中心地が「角川（つのがわ）」であったことから付いている。
現在、利用者は少ないが、飛騨市河合町となった当地区に所在する唯一の駅と言う位置付けである。

## 駅構造
以前は相対式ホーム2面2線を有する地上駅であったが、旧下りホームは閉鎖・線路撤去され、現在は駅舎側の単式ホーム1面1線のみ使用されている。
2004年10月の水害前までは、近距離切符を販売する簡易委託駅であったが、2005年10月1日の運行再開時からは、切符は車内で車掌から買う方式（ワンマン列車の場合は乗車の際に乗車整理券を取り、降車の際に精算）に改められ、当駅での切符販売は行われなくなった。
高山駅管理の無人駅。長らく木造駅舎だったが、2011年3月に打保駅等と同様の簡易駅舎に建替えられた。駅のすぐ南に飛騨市営バスのバスセンターがあり、そこに公衆トイレが設置されている。

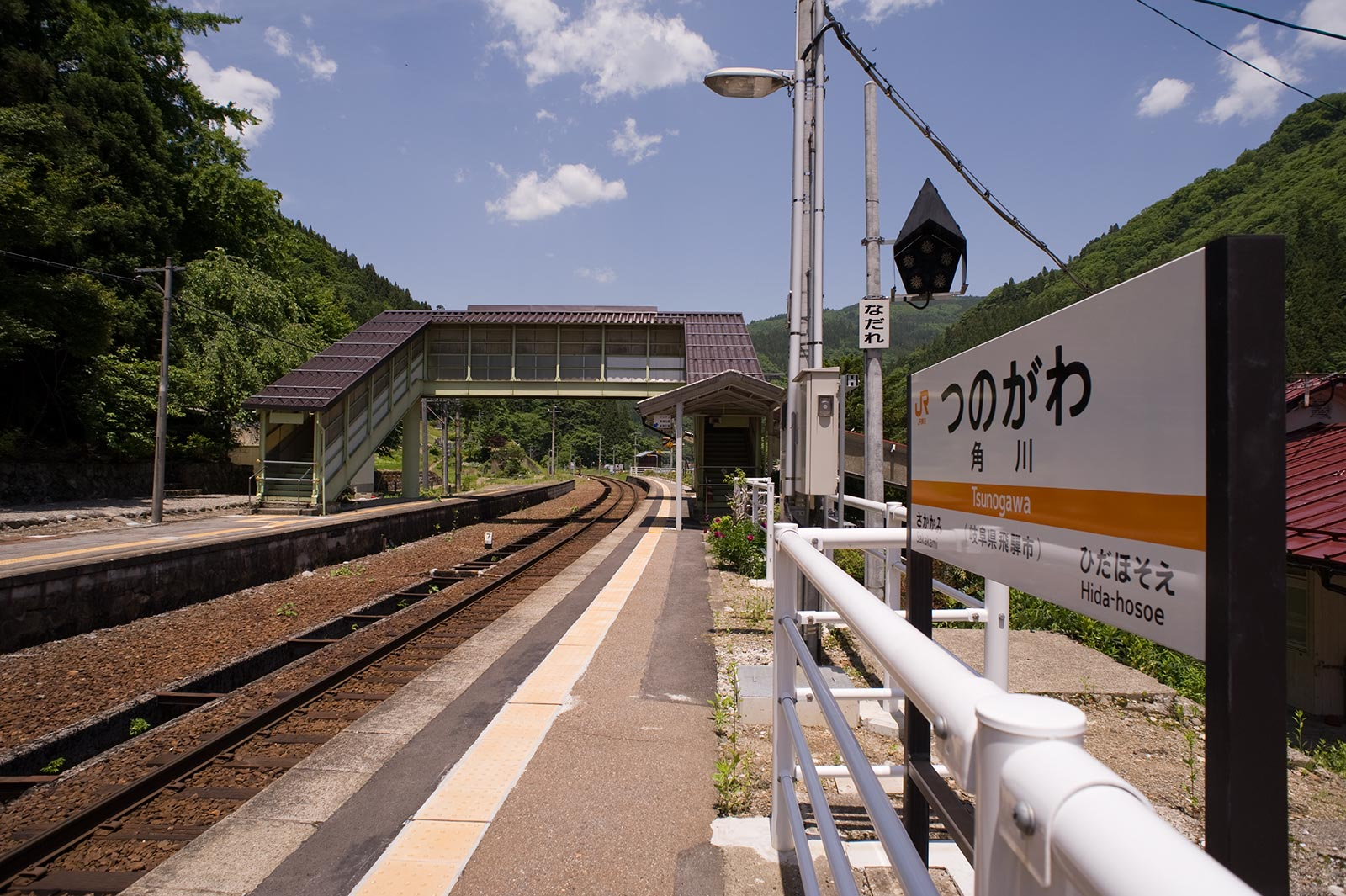
ホーム（2008年6月）
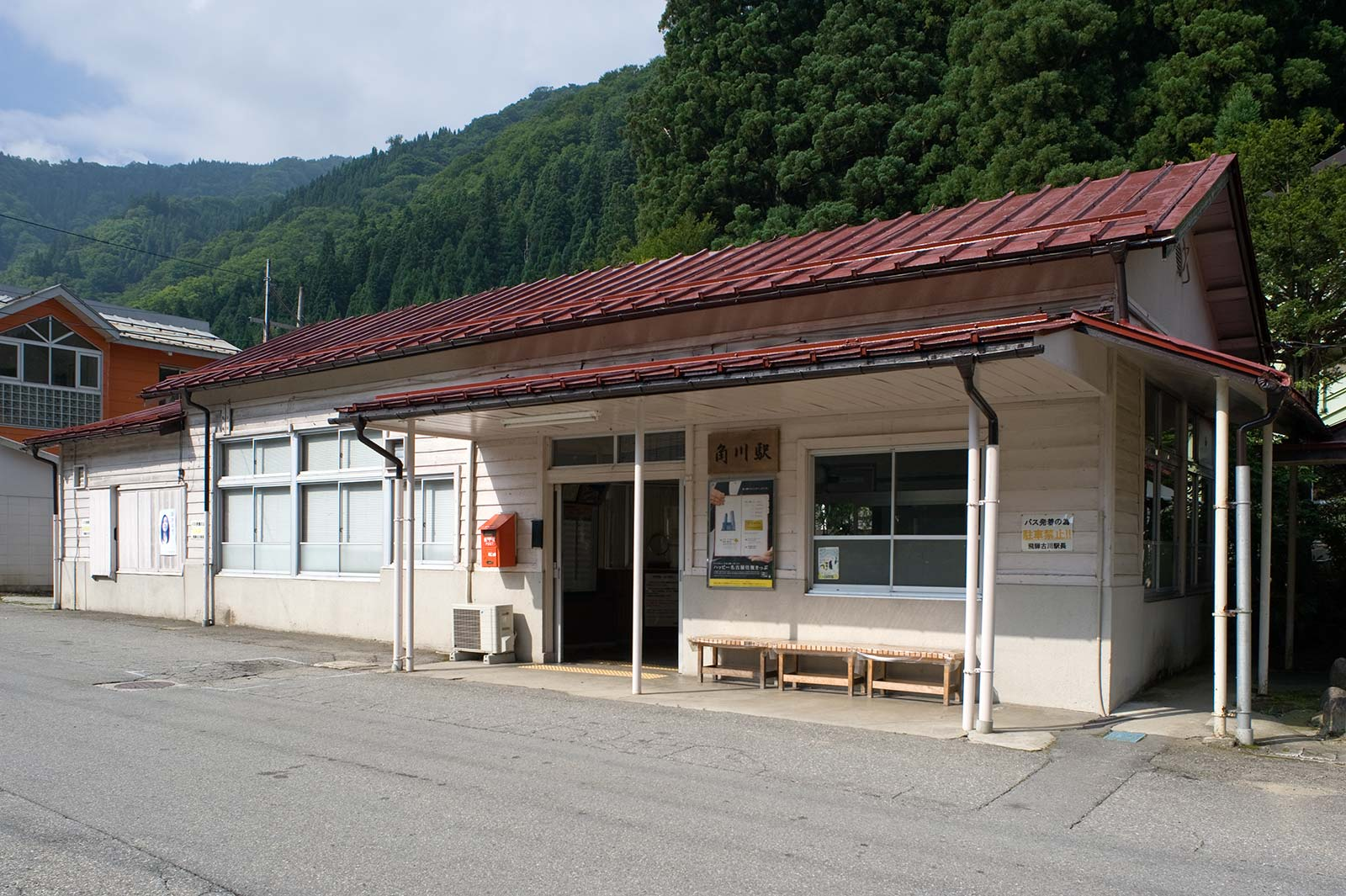
旧駅舎外観（2008年7月）

## 駅周辺
- 国道471号
- 国道360号
- 飛騨市巡回バス「角川駅」停留所

## 隣の駅
東海旅客鉄道（JR東海）
CG 高山本線
飛騨細江駅 - 角川駅 - 坂上駅